# 마제 (제사)

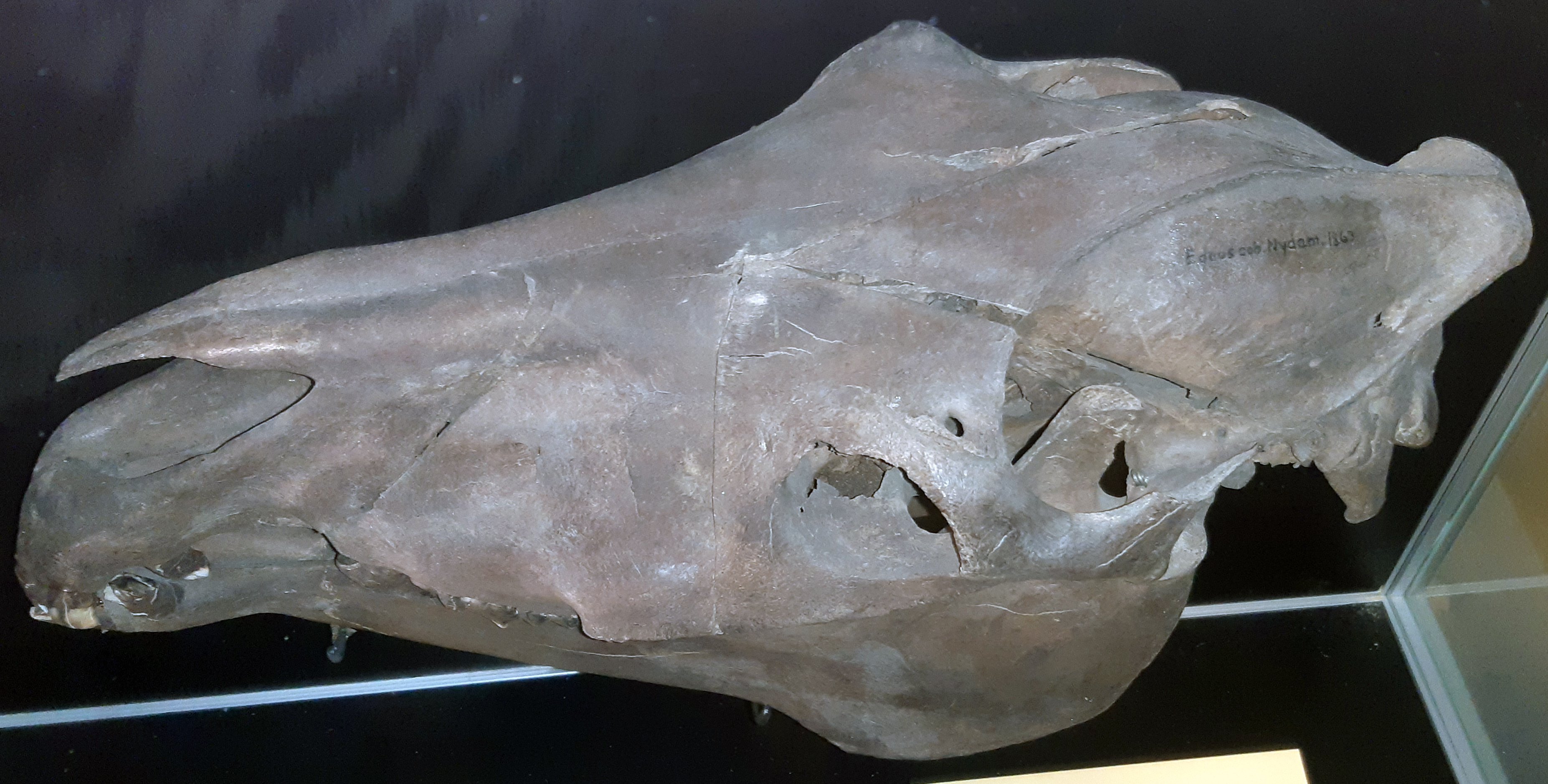
철기 시대 (서기 400-500년)에 여러 번의 칼날 공격으로 희생된 말의 두개골. 덴마크 뉘담 엥모스에서 발견되었으며, 현재 코펜하겐 동물학 박물관에 소장되어 있다.

마제(馬祭, horse sacrifice)는 종교적 또는 문화적 의식의 일부로 말을 의례적으로 죽여 바치는 행위이다. 마제는 말의 가축화와 함께 유라시아 전역에서 흔했으며, 몽골과 같은 일부 지역에서는 오늘날까지도 계속되고 있다. 이 행위는 일부 문화권에서 오늘날에도 드물게 관찰된다.
인도유럽어를 사용하는 많은 민족 종교는 말 희생의 증거를 보여주며, 비교 신화학은 이들이 추정되는 원시 인도유럽 의식과 공통 뿌리에서 유래했음을 시사한다. 비록 이 관행은 비인도유럽어 사용 민족, 특히 유라시아 스텝 지역의 유목 사회에서도 관찰된다.

## 맥락
말은 종종 장례 의식에서 희생되어 망자와 함께 매장되는데, 이를 말 매장이라고 한다. 인도유럽어족의 세 갈래에서는 인도유럽 왕권과 말의 신화적 결합에 기반을 둔 주요 말 희생 의식에 대한 증거는 있지만 명확한 신화는 없다. 인도의 아슈바메다는 가장 명확하게 보존된 증거이지만, 라틴족과 켈트족 전통의 흔적을 통해 몇 가지 공통 속성을 재구성할 수 있다.
에드가르 폴로메를 포함한 일부 학자들은 입증된 전통 간의 차이 때문에 추정되는 원시 인도유럽 의식의 재구성이 정당화되지 않는다고 간주한다.

## 신화
재구성된 신화는 왕이 신성한 암말과 결합하여 신성한 쌍둥이를 낳는다는 내용을 포함한다. 관련 신화는 태어날 때 암말과 쌍둥이처럼 마법적으로 묶인 영웅(예: 쿠훌린, 프러데리 밥 푸일)에 대한 것으로, 그리스와 중세 세르비아 증거에서 "암말 젖을 먹고 자란" 영웅의 신화소나 인간의 특징을 가진 신화적 말(크산토스)을 통해 신성한 쌍둥이 기수와 근본적으로 같은 신화라고 제안된다. 이는 영웅이나 왕이 말과 토템적 동일성을 가진다는 것을 시사한다.

## 비교 의식

### 베다 (인도)

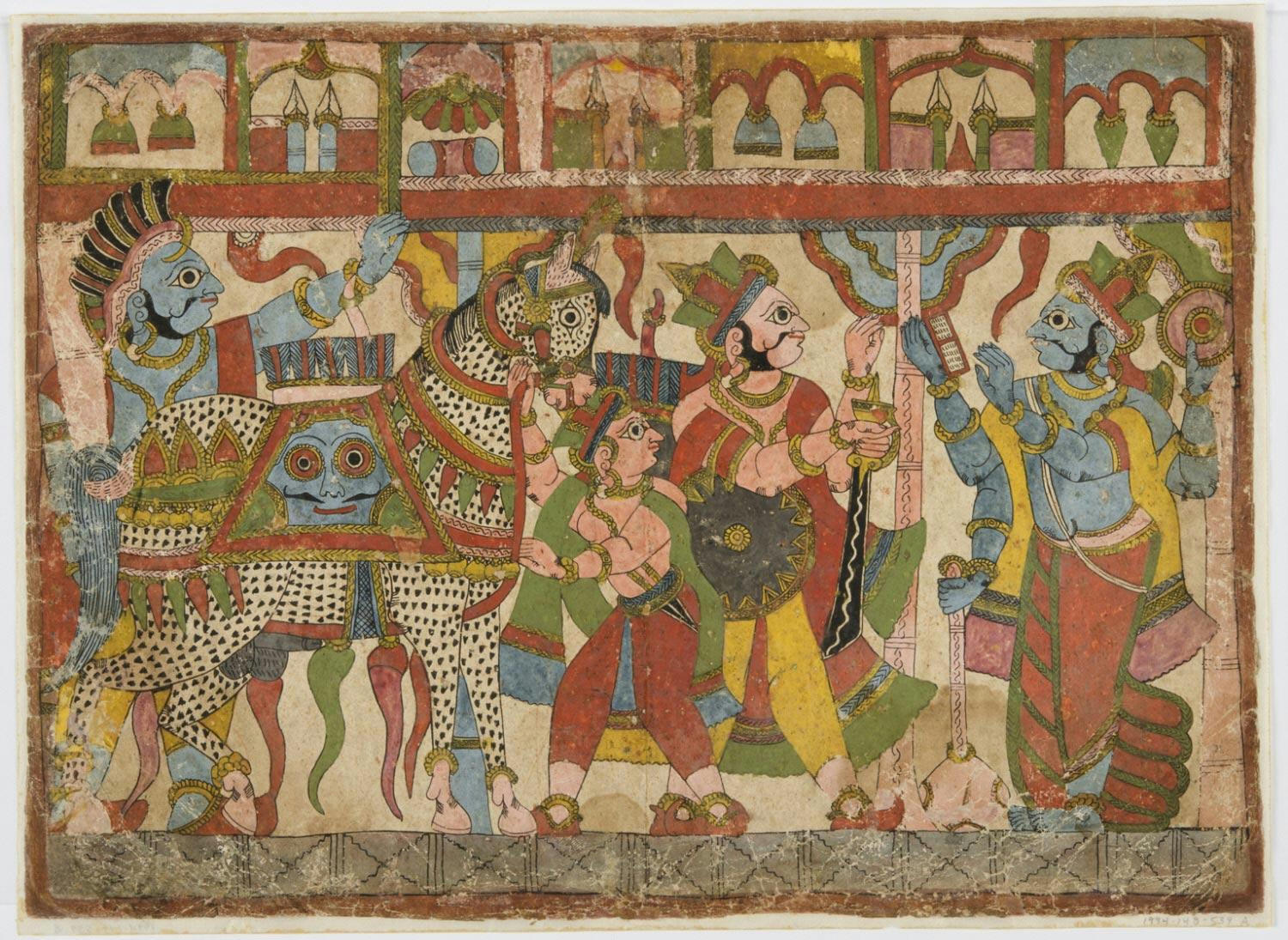
19세기 그림으로, 아슈바메다 희생마를 따라 군대가 준비하는 모습을 묘사한다. 아마 락슈미사의 자이미니 바라타를 묘사한 그림 이야기에서 유래했을 것이다.

아슈바메다는 왕의 통치권을 중시하는 정치적 의식이었다. 말은 수말이어야 했고, 왕의 수행원들과 함께 1년 동안 방랑할 수 있었다. 만약 말이 적의 영토로 들어가면 그 영토는 왕이 차지하게 되며, 만약 말의 수행원들이 도전자의 싸움에서 사망하면 왕은 통치권을 잃게 된다. 그러나 말이 1년 동안 살아남으면 왕의 궁정으로 다시 데려와 목욕시키고 버터로 봉헌하며 황금 장식으로 꾸민 다음 희생되었다. 이 의식이 완료된 후, 왕은 말이 밟고 지나간 땅의 무적의 통치자로 간주되었다.
1. 희생은 크샤트리야 바르나 (전사 계급) 구성원의 승격 또는 즉위와 관련이 있다.
2. 의식은 봄 또는 초여름에 거행되었다.
3. 희생된 말은 전차 경주에서 전차의 오른쪽에서 경주를 우승한 수말이었다.[4]
4. 희생된 말은 흰색 바탕에 어두운 원형 반점이 있거나, 앞 부분이 어둡거나, 짙은 파란색 털 뭉치가 있었다.[5]
5. 머스터드와 참깨를 섞은 물에 목욕시켰다.
6. 뿔 없는 숫양과 숫염소 등 다른 동물들과 함께 질식시켜 죽였다.
7. 수말은 금, 구리, 철로 만든 세 개의 칼로 "칼 길"을 따라 해체되었고, 그 부분들은 다양한 베다 신들에게 바쳐졌는데, 이는 상징적으로 하늘, 대기 및 대지를 호출하는 것이었다. 다른 사제들은 베다의 구절을 낭송하며 말의 치유와 회춘을 기원했다.[6][7][8][9]

### 로마

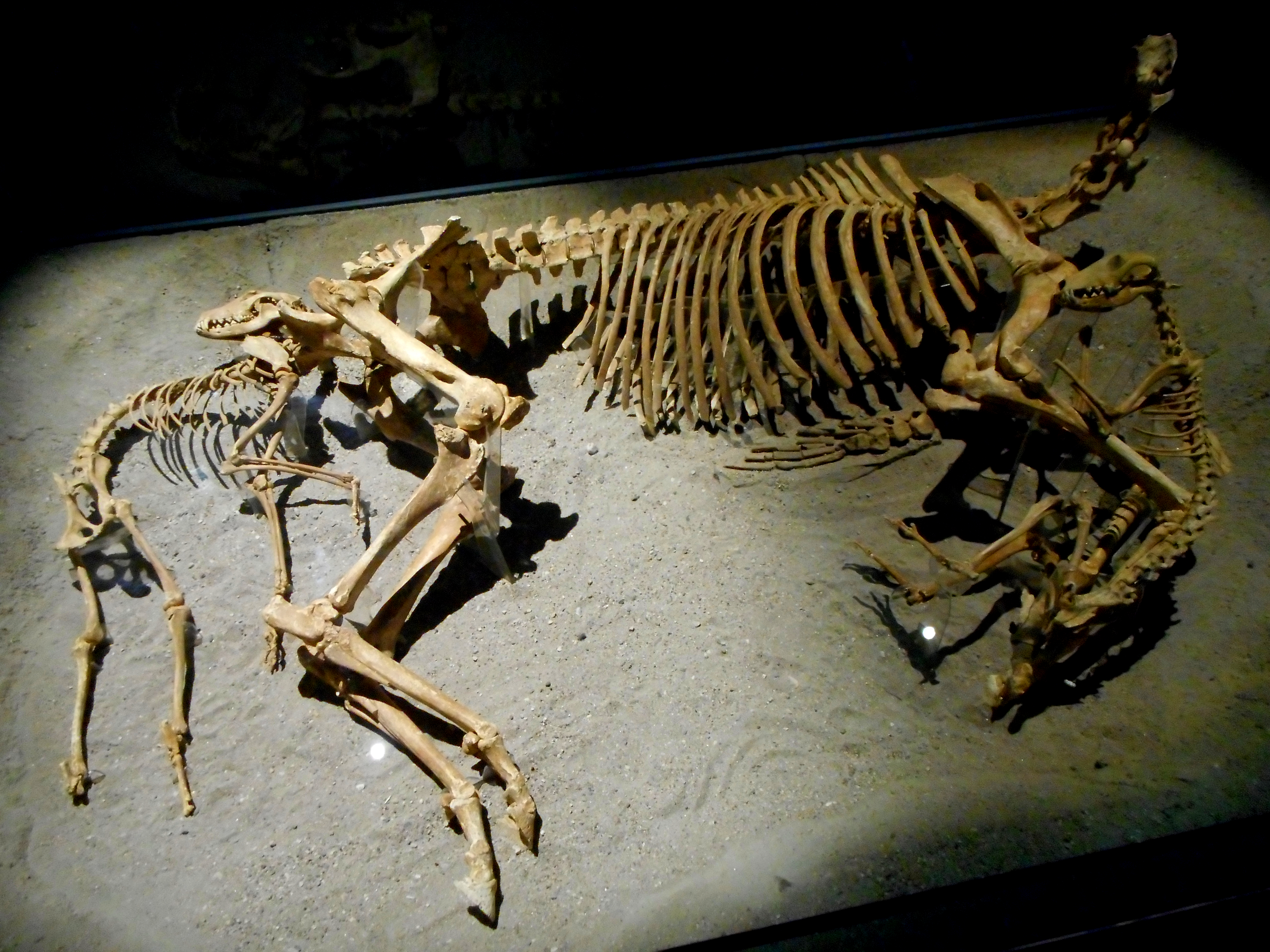
포베글리아노 베로네세에서 발견된 희생된 말과 두 마리의 개 재구성 (570–600 AD)

로마의 옥토버 호스 의식은 다음과 같았다.
1. 말은 로마의 전쟁의 신인 마르스에게 봉헌되었다.
2. 희생은 10월 이데스에 행해졌지만, 의례적 재사용을 통해 봄 축제인 파릴리아에 사용되었다.
3. 두 마리 말이 끄는 전차 경주로 희생될 말이 결정되었는데, 우승팀의 오른쪽에 있는 말이었다.
4. 말은 해체되었다. 꼬리(cauda, 아마도 음경의 완곡어법)는 왕의 거주지인 레기아로 가져갔고, 두 파벌은 다음 해의 부적으로 머리를 차지하기 위해 싸웠다.

### 아일랜드

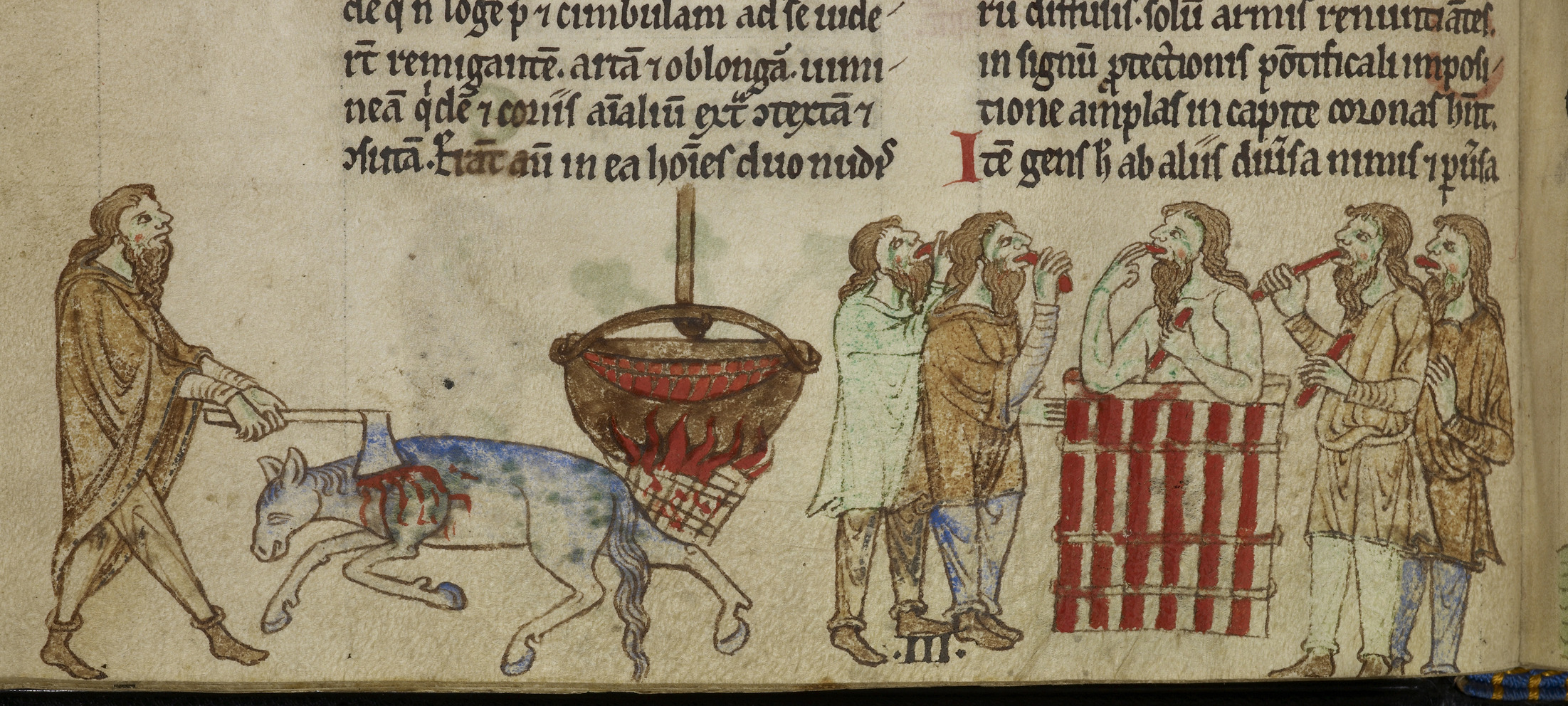
히베르니아 지리지, c. 1220에서 발췌한 아일랜드 말 희생 삽화

12세기 앵글로노르만인의 아일랜드 침공 이후, 노르만 작가 웨일스의 제럴드는 자신의 히베르니아 지리지에 티르 코날의 아일랜드 왕들이 마제를 치룬 후 즉위했다고 기록했다. 그는 흰 암말을 희생하여 육수로 끓였고, 왕은 그 육수에서 목욕하고 마셨다고 썼다.

얼스터의 북쪽 외딴 지역인 케넬쿠닐 부족 중에는 지나치게 야만적이고 혐오스러운 의식으로 왕을 세우는 풍습이 있다. 그 땅의 모든 백성이 한곳에 모인 가운데 흰 암말 한 마리가 그들 가운데로 끌려온다. 그러자 왕자가 아닌 짐승으로, 왕이 아닌 무법자로 승격될 자는 짐승처럼 다가가 자신의 짐승 같은 행위를 보인다. 그 직후 암말은 죽임을 당하고 물에 토막토막 삶아지며, 그 물로 그를 위한 목욕물이 준비된다. 그는 목욕물에 들어가서 자신에게 가져온 고기를 주위에 서 있는 백성과 함께 먹는다. 그는 또한 목욕에 사용된 육수도 어떤 용기도, 손도 사용하지 않고 오직 입으로만 마신다. 이 불의한 의식이 그렇게 제대로 완수되면, 그의 통치와 주권이 신성시된다.

이는 아일랜드인들을 야만인으로 묘사하여 앵글로-노르만 정복을 정당화하려는 선전으로 여겨져 왔다. 그러나 이 기록에는 어느 정도 사실이 있을 수 있는데, 인도(아슈바메다)와 스칸디나비아의 왕권과 관련된 유사한 말 희생에 대한 언급이 있기 때문이다.

### 게르만족

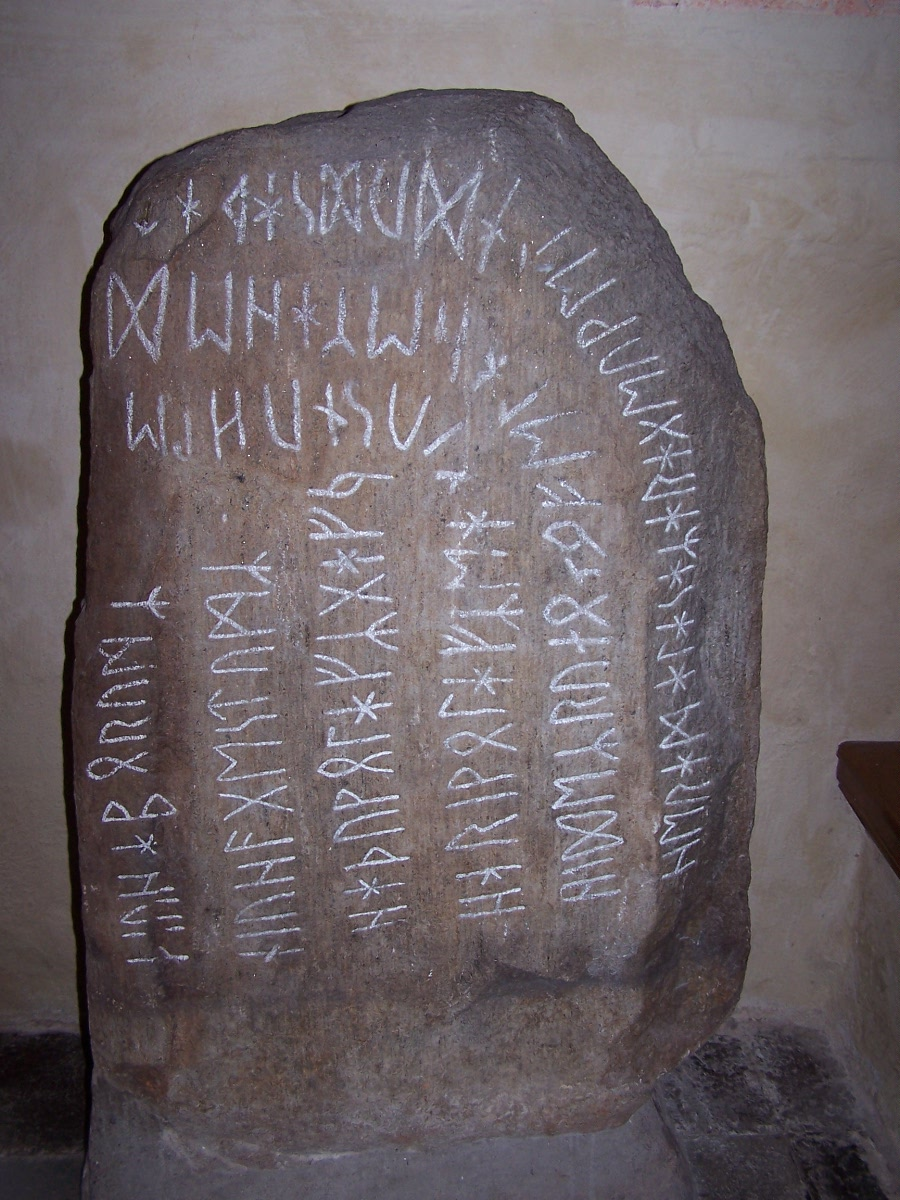
스텐토프텐 석, 아홉 마리의 숫염소와 아홉 마리의 수말을 블로트하여 땅에 풍요를 가져오는 룬 문자가 새겨져 있을 가능성이 있다.

마제는 게르만 이교에서 중요한 역할을 했으며, 일반적으로 그 후 말고기를 먹었다. 말 블로트에 대한 가장 자세한 기록은 헤임스크링글라의 선량왕 하콘 사가에 나와 있는데, 여기서는 말과 소를 죽여 그 피를 모아 호프 벽에 뿌리고, 그 고기는 참석자들을 위해 요리되었다. 이는 잉글랜드와 스칸디나비아에서 발견된 초기 중세 시대의 고고학적 유물, 즉 먹은 흔적이 있는 말의 매장과 일치한다.

## 고고학
마제의 주요 고고학적 맥락은 매장, 특히 전차 매장이지만, 말 유해가 포함된 무덤은 에네올리식 시대부터 역사 시대까지 이어진다. 헤로도토스는 스키타이족 왕의 매장 시 말의 처형을 묘사하고, 철기 시대의 쿠르간 무덤에는 수백 마리의 말이 포함되어 있는 것으로 알려져 있다. 철기 시대 인도에서도 말의 매장이 자주 발견된다. 이 관습은 결코 인도유럽어족 인구에 국한되지 않고, 튀르크 부족에 의해 계속되었다.

## 같이 보기
- 동물공희
- 말의 가축화
- 에포나
- 말 숭배
- 말 매장
- 쿠르간 가설
- 파릴리아
- 원시 인도유럽 종교

## 참고 문헌
- Dearborn, Fitzroy (1997). J. P. Mallory and Douglas Q. Adams (eds.), Encyclopedia of Indo-European Culture.
- DuBois, Thomas A. (2006). 〈Rituals, Witnesses, and Sagas〉.   Andrén, Anders; Jennbert, Kristina;  외. 《Old Norse Religion in Long-Term Perspectives: Origins, Changes, and Interactions》. Lund, Sweden: Nordic Academic Press. 74–78쪽. ISBN 978-91-89116-81-8.
- Frazer, James George (1922). 《The Golden Bough》. New York: Touchstone. ISBN 0-684-82630-5.
- Hoernle, August Friedrich Rudolf; Stark, Herbert Alick (1906). 《A History of India》. Cattuck: Orissa Mission Press.
- Kak, Subhash (2004). 《The Aśvamedha: The rite and its logic.》. 모틸랄 바나르시다스. ISBN 9788120818774.
- Mallory, J. P.; Adams, Douglas Q. (2006). 《The Oxford Introduction to Proto-Indo-European and the Proto-Indo-European World》. Oxford University Press. ISBN 0-19-928791-0.
- Mallet, Paul Henri (1847). 《Northern Antiquities: or, An Historical Account of the Manners, Customs, and Laws, Maritime Expeditions and Discoveries, Language and Literature, of the Ancient Scandinavians》. 번역 퍼시, 토머스. London: George Woodfall & Son.

## 추가 자료
- Alberro, Manuel (2003): «El mito y el ritual indoeuropeo de la yegua: paralelos entre la India aria, la Irlanda céltica y la antigua Grecia», Flor. Il. 14, pp. 9-34.
- Alberro, Manuel. (2004). "El rol del sacrificio del caballo en las estructuras míticas y religiosas de los pueblos indo-europeos relacionadas con el concepto dumeziliano tripartito de organización social". Habis, Nº 35, 2004, pags. 7-30. ISSN 0210-7694.
- Argent, Gala. "KILLING (CONSTRUCTED) HORSES – INTERSPECIES ELDERS, EMPATHY AND EMOTION, AND THE PAZYRYK HORSE SACRIFICES." In People with Animals: Perspectives and Studies in Ethnozooarchaeology, edited by Broderick Lee G. Oxford; Philadelphia: Oxbow Books, 2016. Accessed June 16, 2020. pp. 19-32. www.jstor.org/stable/j.ctvh1dr8g.6.
- Kaliff, Anders & Oestigaard, Terje (2020). The Great Indo-European Horse Sacrifice 4000 Years of Cosmological Continuity from Sintashta and the Steppe to Scandinavian Skeid. OCCASIONAL PAPERS IN ARCHAEOLOGY 72. Uppsala University. ISBN 978-91-506-2832-6.
- Sadykov, Timur; Blochin, Jegor; Taylor, William; Fomicheva, Daria; Kasparov, Alexey; Khavrin, Sergey; Malyutina, Anna; Szidat, Sönke; Caspari, Gino (2024). 《A Spectral Cavalcade: Early Iron Age Horse Sacrifice at a Royal Tomb in Southern Siberia》. 《Antiquity》 98. 1538–1557쪽. doi:10.15184/aqy.2024.145.